# Curcuma sixsensesensis
Curcuma sixsensesensis là danh pháp khoa học của một loài nghệ, được Danh Duc Nguyen và Tuan Anh Le mô tả khoa học năm 2022.

## Chẩn đoán
Loài này tương tự như C. newmanii ở chỗ có thân rễ nhỏ gọn, cụm hoa bên ngắn bao gồm một vài lá bắc, thùy tràng hoa màu trắng và các nhị lép bên, cánh môi màu trắng với dải giữa màu vàng nhưng dễ dàng phân biệt ở chỗ các nhị lép bên là hình thoi (so với hình trứng ngược) với đỉnh nhọn thon (so với thuôn tròn); cánh môi 3 thùy (so với có khía), dải giữa màu vàng ở nửa đỉnh, màu trắng ở nửa đáy (so với màu vàng toàn bộ); mào bao phấn có (so với tiêu giảm); bao phấn thuôn dài hơi cong (so với hình chữ L) khi nhìn từ bên với các cựa thanh mảnh và hướng vào trong (so với các cựa mập và hướng ra ngoài).

## Từ nguyên
Tính từ định danh sixsensesensis bắt nguồn từ Six Senses Ninh Vân Bay, tên của một khu nghỉ dưỡng sinh thái ở tỉnh Khánh Hòa, nơi phát hiện loài này cũng như để tri ân Ban quản lý khu nghỉ dưỡng này đã hỗ trợ nhóm tác giả trong quá trình nghiên cứu hệ thực vật cũng như bảo tồn môi trường hoang dã xung quanh.

## Mẫu định danh
Mẫu định danh: Le Tuan Anh, Hoang Quoc Huy, Le Quoc Thuong, Emmy Nguyen No LTA-1220; thu thập ngày 10 tháng 9 năm 2021, tọa độ 12°21′38,3″B 109°16′42″Đ / 12,35°B 109,27833°Đ, cao độ 150–200 m, xã Ninh Vân (nay là một phần xã Ninh Phước), thị xã Ninh Hòa, tỉnh Khánh Hòa, Việt Nam. Holotype lưu giữ tại Bảo tàng Thiên nhiên Việt Nam (VNMN).

## Mô tả
Cây thảo có thân rễ sống trên cạn, cao 0,3–0,4 m. Thân rễ hình trứng đến hình trứng hẹp, 2–3 × 0,5–1,5 cm, với các nhánh mỏng ngắn hướng xuống dưới, bên ngoài màu nâu nhạt, bên trong màu trắng kem đến vàng nhạt (trên mặt cắt ngang); các vảy thân rễ hình tam giác, màu nâu, nhẵn nhụi; củ rễ hình thoi, 2,0–3,5 × 1,5–3 cm, màu nâu nhạt, bên trong màu trắng với tâm màu trắng trong mờ, cách thân rễ 8 cm. Chồi lá 1-3 trên một cây với 2–5 lá phát triển cùng lúc hoặc ngay sau khi ra hoa; thân giả dài 15–25 cm, màu xanh nhạt bao gồm các bẹ lá và lá bắc bao; lá bắc bao 3–5, nhẵn nhụi, màu ánh hồng, trở thành dạng giấy và rữa nát khi già; bẹ lá màu xanh lục, nhẵn nhụi; lưỡi bẹ dài 2–3 mm, 2 thùy, trong suốt, màu ánh xanh lục, nhẵn nhụi, mép có lông rung; cuống lá 5–20 cm, các cuống lá của lá gốc ngắn hơn nhiều so với cuống lá đỉnh, có rãnh, màu xanh lục, nhẵn nhụi; phiến lá 20–22 × 5–8 cm, hình elip đến hình mác, tù đến thuôn tròn và hơi lệch ở đáy, thuôn dần thành nhọn thon ở đỉnh, hơi gấp nếp, có lông tơ, màu xanh lục sáng ở phía gần trục, nhẵn nhụi, màu xanh lục nhạt ở phía xa trục, nhẵn nhụi; gân giữa màu xanh lục, nhẵn nhụi cả hai mặt, hơi có rãnh ở phía gần trục. Cụm hoa bên, với cuống ngầm dưới đất; cuống hoa 10–20 cm, màu trắng; bông dài 4–5 cm, đường kính 4–5 cm ở giữa, không có mào hoa rõ nét, bao gồm 7–12 lá bắc; lá bắc 3,0–5,5 × 1,5–4,0 cm, hình trứng rộng đến hình thoi (rộng hơn ở đáy, hẹp dần về phía đỉnh), màu trắng tinh khiết đến màu trắng ánh lục, mép và đỉnh có màu hồng hoặc không, nhẵn nhụi cả hai mặt, hợp sinh ở 1/4–1/3 phần dưới, nhọn, đảo ngược; lá bắc con hình dùi, 2–5 × 0,5–1,0 mm, hình tam giác hẹp, trong mờ, nhẵn nhụi, thường tiêu giảm hoàn toàn. Hoa dài 4,5–5,5 cm, thò ra từ lá bắc; đài hoa dài 20–23 mm, 3 răng, với vết rạch một bên dài ~5–7 mm, bán trong mờ, màu trắng, nhẵn nhụi; ống hoa dài ~2,7–3,0 cm, hình trụ hẹp ở đáy phía trên bầu nhụy, hình phễu ở đỉnh, bên ngoài màu trắng, có lông tơ ở phần hình phễu, bên trong màu trắng, nhẵn nhụi ở đáy, có lông về phía họng; các thùy tràng lưng 20–23 × 5–7 mm, hình tam giác hẹp-hình trứng, lõm, với các bên hơi cong vào trong, có mấu nhọn ở đỉnh, mấu nhọn ~1–2 mm, bên ngoài màu trắng với ánh hồng ở đỉnh, bên trong màu trắng; các thùy tràng bên 18–20 × 5–6 mm, hình tam giác hẹp, đỉnh nhọn, bán trong mờ; cánh môi 21–23 × 14–16 mm, ba thùy, hình trứng ngược hẹp đến hình thoi, đỉnh của thùy giữa có khía đến 2 răng với một vết rạch dài 5–12 mm, màu trắng tinh, dải giữa màu vàng ở nửa đỉnh, màu trắng ở đáy; nhị lép bên ~21–23 × 15–18 mm, hình thoi, màu trắng tinh, nhẵn nhụi cả hai bên, đỉnh nhọn. Nhị dài 15–16 mm; chỉ nhị phẳng, dài 6–7 mm, đường kính 3–4 mm ở đáy, đường kính 1,5–2 mm ở đỉnh (điểm bám vào mô liên kết), màu trắng tinh, có lông tơ với các lông tuyến; bao phấn dài 11 mm (bao gồm mào và cựa bao phấn), thuôn dài (cong nhẹ) khi nhìn từ bên với phần phình tròn nổi rõ cố định bên dưới mô vỏ bao phấn và hướng vào trong, cựa dài ~1,5 mm; mô liên kết màu trắng tinh, rậm lông tơ với các lông tuyến; mào bao phấn dài 1–1,2 mm, mập, đỉnh thuôn tròn; mô vỏ bao phấn 7–8 × 0,5–1,3 mm, hình trứng ngược hẹp, nứt dọc theo toàn bộ chiều dài của chúng; phấn hoa màu trắng. Tuyến trên bầu 2, dài 5–6 mm, đường kính 0,6 mm, màu trắng, với các đỉnh tù. Vòi nhụy màu trắng, nhẵn nhụi, nằm ở đáy trong rãnh lưng ống hoa; đầu nhụy hình đầu, đường kính khoảng 1,1 cm, màu vàng nhạt, với lỗ có lông rung, hướng về phía trước; bầu nhụy khoảng 3–5 × 2–4 mm, 3 ngăn, màu trắng, nhẵn nhụi. Quả hình cầu đến hình elipxoit rộng, 11–12 × 9–11 mm, màu trắng kem, gần như nhẵn nhụi. Hạt hình trứng ngược, kích thước 4–5 mm, màu nâu nhạt, bóng, với áo hạt có khía màu trắng.

## Phân bố
Loài này có tại Việt Nam. Môi trường sống là tầng dưới tán, rừng bán rụng lá duyên hải, cao độ 150–200 m. Thời kỳ ra hoa trùng với thời điểm bắt đầu mùa mưa ở vùng Duyên hải Trung Bộ Việt Nam, từ tháng 8 đến tháng 10.